# Emil C. Crăciun
Emil C. Crăciun  (n. 22 mai 1896, Iași – d. 3 aprilie 1976, București) a fost un medic, profesor universitar, cercetător (analiza cancerului), autor român a numeroase cărți, manuale universitare și articole medicale. De asemenea, a fost membru corespondent al Academiei Române (1963).

## Distincții
- titlul de Medic Emerit al Republicii Populare Romîne (18 august 1964) „pentru merite excepționale și realizări deosebite în domeniul ocrotirii sănătății oamenilor muncii”[1]